# Pusztai Rozália
Pusztai Rozália (Szeged, 1938. május 13. –) mikrobiológus. A Szegedi Tudományegyetem, Mikrobiológiai Intézet egyetemi tanára volt, majd professzor emeritus lett. 

## Életpályája
1944–1948 között az Alsóvárosi Zárda diákja volt. 1948–1952 között a Hámán Kató Általános Iskola tanulója volt. 1952–1956 között a Tömörkény István Leánygimnáziumban tanult. 1952–1962 között a Szegedi Tudományegyetem Általános Orvostudományi Kar hallgatója volt. 1965-ben laboratóriumi szakorvosi szakvizsgát tett. 1980-ban PhD fokozatot szerzett orvosi mikrobiológia szakon. 1969–1970 között a Birmingham-i Egyetem ösztöndíjasa volt. 1987–1989 között a St. Louis University-n tanulmányúton tartózkodott.

## Kutatási területek
Vírusok pathogenezise, antivirális anyagok. Congenitalis cytomegalovirus fertőzések pathomechanizmusa: virális és immunológiai tényezők szerepe. Human cytomegalovirus oncomuduláló hatásának vizsgálata és gátlása.

## Kitüntetések
- Oktatás Kiváló Dolgozója, 1976
- Rektori Dicséret, 1994
- "Best Lecturer" 1995/96
- Manninger-emlékérem, 1997